# Адміністративний устрій Великоновосілківського району
Адміністративний устрій Великоновосілківського району — адміністративно-територіальний поділ Великоновосілківського району Донецької області на 1 селищну раду та 16 сільські рад, які об'єднують 67 населений пункт та підпорядковані Великоновосілківській районній раді. Адміністративний центр — смт. Велика Новосілка.

## Список радВеликоновосілківського району
| №  | Назва                             | Центр                | Населені пункти                                                                                             | Площа км² | Місце за площею | Населення (2001), чол. | Місце за населенням |
| -- | --------------------------------- | -------------------- | --- | --------- | --------------- | ---------------------- | ------------------- |
| 1  | Великоновосілківська селищна рада | смт Велика Новосілка | смт Велика Новосілка с. Времівка с. Нескучне с. Новий Комар с-ще Благодатне                                 |           |                 |                        |                     |
| 2  | Андріївська сільська рада         | с. Андріївка         | с. Андріївка с. Петропавлівка с. Слов'янка с. Шевченко                                                      |           |                 |                        |                     |
| 3  | Багатирська сільська рада         | с. Багатир           | с. Багатир с. Зелений Кут с. Новоукраїнка с. Олексіївка                                                     |           |                 |                        |                     |
| 4  | Євгенівська сільська рада         | с. Євгенівка         | с. Євгенівка                                                                                                |           |                 |                        |                     |
| 5  | Зеленопільська сільська рада      | с. Зелене Поле       | с. Зелене Поле с. Новопіль с. Новосілка                                                                     |           |                 |                        |                     |
| 6  | Іскрівська сільська рада          | с. Іскра             | с. Іскра с-ще Зелений Гай                                                                                   |           |                 |                        |                     |
| 7  | Комарська сільська рада           | с. Комар             | с. Комар с. Веселе с. Дніпроенергія с. Запоріжжя с. Новоочеретувате с. Скудне с. Федорівка с. Зірка с. Ялта |           |                 |                        |                     |
| 8  | Костянтинопільська сільська рада  | с. Костянтинопіль    | с. Костянтинопіль с-ще Розлив с. Улакли                                                                     |           |                 |                        |                     |
| 9  | Краснополянська сільська рада     | с. Красна Поляна     | с. Красна Поляна                                                                                            |           |                 |                        |                     |
| 10 | Новопетриківська сільська рада    | с. Новопетриківка    | с. Новопетриківка с. Георгіївка с. Малий Керменчик с. Ялинське                                              |           |                 |                        |                     |
| 11 | Керменчицька сільська рада        | с-ще Керменчик       | с-ще Керменчик с-ще Новодонецьке с. Новомайорське                                                           |           |                 |                        |                     |
| 12 | Піддубненська сільська рада       | с. Піддубне          | с. Піддубне с. Грушівське с. Мирне с. Новохатське с-ще Перебудова с. Толстой                                |           |                 |                        |                     |
| 13 | Роздольненська сільська рада      | с-ще Роздольне       | с-ще Роздольне с-ще Одрадне                                                                                 |           |                 |                        |                     |
| 14 | Старомайорська сільська рада      | с. Старомайорське    | с. Старомайорське с. Макарівка с. Рівнопіль с. Сторожеве с-ще Урожайне                                      |           |                 |                        |                     |
| 15 | Старомлинівська сільська рада     | с. Старомлинівка     | с. Старомлинівка с. Володине с. Завітне Бажання с-ще Ключове с. Орлинське                                   |           |                 |                        |                     |
| 16 | Шахтарська сільська рада          | с. Шахтарське        | с. Шахтарське с-ще Золота Нива с-ще Ясна Поляна                                                             |           |                 |                        |                     |
| 17 | Шевченківська сільська рада       | с-ще Шевченко        | с-ще Шевченко с-ще Бурлацьке с. Вільне Поле с. Воскресенка с-ще Комишуваха с. Олександроград с. Привільне   |           |                 |                        |                     |